# Histoire d’un poisson rouge
Histoire d’un poisson rouge – der deutsche Titel lautet Abenteuer eines Goldfisches – ist ein französischer Kurzfilm. Der von Jacques Cousteau produzierte Film wurde 1959 beim Festival de Cannes mit dem Prix spécial du Jury ausgezeichnet. Im darauffolgenden Jahr gewann er einen Oscar in der Kategorie Bester Kurzfilm. Der Autor des Drehbuchs, Roger Mauge, veröffentlichte 1961 den Text als illustrierte Buchausgabe bei Éditions Gautier-Languereau in Paris.

## Handlung
In einem kargen Neubaukomplex wohnt ein kleiner Junge mit seiner Mutter. Morgens geht sie zur Arbeit und er in die Schule. Eines sonnigen Tages will der Junge nach der Schule Milch holen. Auf dem Weg zum Händler kommt er an einem Rummelplatz vorbei. An einem Stand gibt es ein Glücksrad, bei dem man Aquariumsfische gewinnen kann, unter anderen einen Goldfisch. Der Junge ist versucht, das Milchgeld dafür aufzuwenden, entscheidet sich jedoch um. Auf dem Rückweg macht er dort wieder halt. Ein stämmiger Mann hat gerade gewonnen und möchte den Goldfisch haben, der sich jedoch nicht fangen lässt. Bei der Jagd nach dem Goldfisch kommt die Milchflasche des Jungen zu Fall, woraufhin der Mann den Jungen entschädigt. Einen Teil des Geldes setzt der Junge auf Herz und gewinnt dabei den Goldfisch, der nun freiwillig in den Kescher schwimmt. Zu Hause wird der Goldfisch in eine Aquarium neben dem Vogelkäfig platziert. Während der Junge in der Schule ist, ahmen Fisch und Vogel die Bewegungen des jeweils anderen nach, ein jeder in seinem Element. Hierbei trägt es sich doch zu, dass der Fisch bei einem Sprung aus seinem Gefäß herausfällt.
Im selben Augenblick kommt die Hofkatze in die Wohnung und verzehrt sich nach dem Vogel im Käfig. Als sie den Fisch erblickt, ist sie an ihm nicht allzu interessiert. Kurz bevor der Junge nach Hause kommt, befördert sie jedoch den Fisch zurück in das Aquarium und verlässt die Wohnung.

## Produktion
Im Film hört man keine Sprache, stattdessen wird die Handlung mit Musik untermalt. Es ist ein Farbfilm.